# Chezal-Benoît
Chezal-Benoît è un comune francese di 880 abitanti situato nel dipartimento del Cher, nella regione del Centro-Valle della Loira.

## Società

### Evoluzione demografica
Abitanti censiti